# Persone di cognome Hansen
| Questa pagina contiene informazioni ricavate automaticamente dalle voci biografiche con l'ausilio del template Bio e di un bot. L'aggiornamento è periodico e automatico e ricostruisce completamente la pagina. Se manca una persona in questa lista, sei pregato di non aggiungerla, ma accertati piuttosto che la sua voce biografica contenga il template Bio e che i dati anagrafici siano correttamente compilati. Se il template Bio manca, inseriscilo tu stesso o, in alternativa, metti l'avviso {{tmp\|Bio}} che ne segnala la mancanza. Se i dati riportati sono sbagliati, correggi direttamente la voce biografica; le modifiche saranno visibili in questa lista entro pochi giorni. Per chiarimenti vedi il progetto antroponimi. La lista contiene solo le 199 persone che sono citate nell'enciclopedia e per le quali è stato implementato correttamente il template Bio. Pagina aggiornata al 23 lug 2025. |

Questa è una lista di persone presenti nell'enciclopedia che hanno il cognome Hansen, suddivise per attività principale.

## Allenatori di calcio(9)
- Hans Fróði Hansen, allenatore di calcio e ex calciatore faroese (Leirvík, n. 1975)
- Bjørn Hansen, allenatore di calcio e calciatore norvegese (Trondheim, n. 1939 - † 2018)
- Cato André Hansen, allenatore di calcio e calciatore norvegese (Lyngvær, n. 1972)
- Per Joar Hansen, allenatore di calcio e ex calciatore norvegese (Namsos, n. 1965)
- Roar Hansen, allenatore di calcio svedese (Perstorp, n. 1966)
- Rune Hansen, allenatore di calcio e ex calciatore norvegese (n. 1949)
- Vegard Hansen, allenatore di calcio e calciatore norvegese (Drammen, n. 1969)
- Vidar Hansen, allenatore di calcio e ex calciatore norvegese (Askim, n. 1954)
- Øssur Hansen, allenatore di calcio e ex calciatore faroese (Toftir, n. 1971)

## Arbitri di calcio(2)
- Kenn Hansen, ex arbitro di calcio danese (Copenaghen, n. 1980)
- Tore Hansen, arbitro di calcio norvegese (Feda, n. 1978)

## Architetti(2)
- Christian Frederik Hansen, architetto danese (Copenaghen, n. 1756 - Copenaghen, † 1845)
- Theophil Hansen, architetto danese (Copenaghen, n. 1813 - Vienna, † 1891)

## Arciere(1)
- Doreen Wilber, arciera statunitense (Rutland, n. 1930 - Jefferson, † 2008)

## Artisti(1)
- Phil Hansen, artista statunitense (Benton City, n. 1979)

## Assassini seriali(1)
- Robert Hansen, serial killer statunitense (Estherville, n. 1939 - Anchorage, † 2014)

## Astisti(1)
- Fred Hansen, ex astista statunitense (Cuero, n. 1940)

## Astrofisici(1)
- James Hansen, astrofisico e climatologo statunitense (Denison, n. 1941)

## Astronauti(1)
- Jeremy Hansen, astronauta e aviatore canadese (London, n. 1976)

## Astronomi(2)
- Leif Hansen, astronomo danese
- Peter Andreas Hansen, astronomo danese (Tønder, n. 1795 - Gotha, † 1874)

## Atlete paralimpiche(1)
- Connie Hansen, ex atleta paralimpica danese (Slangerup, n. 1964)

## Attori(4)
- Gale Hansen, attore statunitense (Minneapolis, n. 1960)
- Gunnar Hansen, attore e scrittore islandese (Reykjavík, n. 1947 - Northeast Harbor, † 2015)
- Joachim Hansen, attore tedesco (Francoforte sull'Oder, n. 1930 - Berlino, † 2007)
- Ryan Hansen, attore statunitense (San Diego, n. 1981)

## Attori pornografici(1)
- Tommy Hansen, attore pornografico ceco (Havířov, n. 1982)

## Attrici(1)
- Juanita Hansen, attrice cinematografica statunitense (Des Moines, n. 1895 - Los Angeles, † 1961)

## Calciatrici(3)
- Hege Hansen, calciatrice norvegese (n. 1990)
- Sarah Dyrehauge Hansen, calciatrice danese (n. 1996)
- Tuva Hansen, calciatrice norvegese (n. 1997)

## Canoisti(2)
- Ejvind Hansen, canoista danese (Fodslette, n. 1924 - Odense, † 1996)
- Erik Hansen, canoista danese (Randers, n. 1939 - † 2014)

## Canottiere(1)
- Trine Hansen, ex canottiera danese (Ringsted, n. 1973)

## Canottieri(5)
- Alf Hansen, ex canottiere norvegese (Oslo, n. 1948)
- Frank Hansen, ex canottiere norvegese (Oslo, n. 1945)
- John Hansen, canottiere danese (Copenaghen, n. 1938 - † 2022)
- Joseph Hansen, ex canottiere statunitense (Bakersfield, n. 1979)
- Jørgen Hansen, canottiere danese (n. 1890 - † 1953)

## Cantanti(4)
- Dinah Jane, cantante statunitense (Santa Ana, n. 1997)
- Kai Hansen, cantante e chitarrista tedesco (Amburgo, n. 1963)
- Marian Aas Hansen, cantante norvegese (Ski, n. 1975)
- Mary Hansen, cantante, chitarrista e batterista australiana (Maryborough, n. 1966 - Londra, † 2002)

## Cantautori(1)
- Beck, cantautore e musicista statunitense (Los Angeles, n. 1970)

## Cestisti(6)
- Erek Hansen, ex cestista statunitense (Bedford, n. 1982)
- Glenn Hansen, ex cestista statunitense (Devils Lake, n. 1952)
- Lars Hansen, ex cestista danese (Copenaghen, n. 1954)
- Romani Hansen, cestista americo-verginiano (Saint Croix, n. 1997)
- Travis Hansen, ex cestista statunitense (Provo, n. 1978)
- Víctor Hansen, ex cestista, allenatore di pallacanestro e dirigente sportivo dominicano (Santo Domingo, n. 1960)

## Ciclisti su strada(4)
- Adam Hansen, ciclista su strada australiano (Southport, n. 1981)
- Henry Hansen, ciclista su strada danese (Copenaghen, n. 1902 - Gentofte, † 1985)
- Jesper Hansen, ex ciclista su strada danese (Copenaghen, n. 1990)
- Marcus Sander Hansen, ciclista su strada danese (Greve Strand, n. 2000)

## Danzatori(1)
- Joseph Hansen, ballerino e coreografo belga (Anversa, n. 1842 - Asnières-sur-Seine, † 1907)

## Dermatologi(1)
- Gerhard Armauer Hansen, dermatologo norvegese (Bergen, n. 1841 - Florø, † 1912)

## Dirigenti sportivi(2)
- Eldar Hansen, dirigente sportivo e ex calciatore norvegese (Trondheim, n. 1941)
- Svein Arne Hansen, dirigente sportivo norvegese (Bygdøy, n. 1946 - Oslo, † 2020)

## Disc jockey(1)
- Dr. Demento, disc jockey e musicologo statunitense (Minneapolis, n. 1941)

## Economisti(3)
- Alvin Hansen, economista statunitense (Viborg, n. 1887 - Alexandria, † 1975)
- Bent Hansen, economista danese (Ildved, n. 1920 - Alessandria d'Egitto, † 2002)
- Lars Peter Hansen, economista statunitense (Champaign, n. 1952)

## Generali(3)
- Christian Hansen, generale tedesco (Schleswig, n. 1885 - Garmisch-Partenkirchen, † 1972)
- Erick-Oskar Hansen, generale tedesco (Amburgo, n. 1889 - Amburgo, † 1967)
- Peter Hansen, generale tedesco (Santiago del Cile, n. 1896 - Viersen, † 1967)

## Ginnasti(7)
- Marius Hansen, ginnasta danese (Dråby, n. 1890 - Sæby, † 1980)
- Arvor Hansen, ginnasta danese (Copenaghen, n. 1886 - Frederiksberg, † 1962)
- Christian Hansen, ginnasta danese (Fredericia, n. 1891 - Copenaghen, † 1961)
- Frede Hansen, ginnasta danese (n. 1897 - † 1979)
- Hans Trier Hansen, ginnasta danese (Vallekilde, n. 1893 - Hørve, † 1980)
- Harry Hansen, ginnasta e multiplista statunitense
- Rasmus Hansen, ginnasta danese (Flemløse, n. 1885 - Viby, † 1967)

## Giocatori di football americano(4)
- Carl Hansen, ex giocatore di football americano statunitense (Houston, n. 1976)
- Don Hansen, ex giocatore di football americano statunitense (Millersburg, n. 1944)
- Thiadric Hansen, giocatore di football americano tedesco (Flensburgo, n. 1992)
- Chad Hansen, giocatore di football americano statunitense (Fillmore, n. 1995)

## Giocatori di poker(2)
- Gus Hansen, giocatore di poker danese (Copenaghen, n. 1974)
- Thor Hansen, giocatore di poker norvegese (Oslo, n. 1947 - † 2018)

## Hockeisti su ghiaccio(1)
- Jannik Hansen, ex hockeista su ghiaccio danese (Herlev, n. 1986)

## Hockeisti su prato(1)
- Hans Jørgen Hansen, hockeista su prato danese (n. 1879 - † 1966)

## Lottatori(3)
- Bernhoff Hansen, lottatore norvegese (Saltdal, n. 1877 - Smithtown, † 1950)
- Henrik Hansen, lottatore danese (Frederiksværk, n. 1920 - † 2010)
- Poul Hansen, lottatore danese (Ubberud, n. 1891 - Aarhus, † 1948)

## Lunghisti(1)
- Sverre Hansen, lunghista norvegese (Oslo, n. 1899 - Oslo, † 1991)

## Micologi(1)
- Emil Christian Hansen, micologo danese (Ribe, n. 1842 - Hornbæk, † 1909)

## Militari(1)
- Max Hansen, militare tedesco (Niebüll, n. 1908 - Niebüll, † 1990)

## Modelle(3)
- Jane Cheryl Hansen, modella neozelandese
- Myrna Hansen, modella e attrice statunitense (Chicago, n. 1934)
- Patti Hansen, modella e attrice statunitense (Staten Island, n. 1956)

## Musicisti(1)
- Tycho, musicista e compositore statunitense (San Francisco, n. 1977)

## Nobili(1)
- Else Hansen, nobile danese (n. 1720 - † 1784)

## Nuotatori(1)
- Brendan Hansen, ex nuotatore statunitense (Havertown, n. 1981)

## Nuotatrici(2)
- Jessica Hansen, nuotatrice australiana (n. 1995)
- Jytte Hansen, nuotatrice danese (Odense, n. 1932 - † 2015)

## Pallamanisti(2)
- Lasse Svan Hansen, ex pallamanista danese (Stevns, n. 1983)
- Mikkel Hansen, ex pallamanista danese (Helsingør, n. 1987)

## Pallavolisti(1)
- Kevin Hansen, ex pallavolista statunitense (Newport Beach, n. 1982)

## Pattinatori di short track(1)
- Kieran Hansen, ex pattinatore di short track australiano (Sydney, n. 1971)

## Piloti automobilistici(3)
- Timmy Hansen, pilota automobilistico svedese (Lidköping, n. 1992)
- Kevin Hansen, pilota automobilistico svedese (Götene, n. 1998)
- Kenneth Hansen, pilota automobilistico svedese (Götene, n. 1960)

## Pistard(3)
- Edmund Hansen, pistard danese (n. 1900 - † 1995)
- Tobias Hansen, pistard e ciclista su strada danese (Odense, n. 2002)
- Willy Falck Hansen, pistard danese (Helsingør, n. 1906 - Brașov, † 1978)

## Pittori(4)
- Constantin Hansen, pittore danese (Roma, n. 1804 - Copenaghen, † 1880)
- Emil Nolde, pittore danese (Nolde, n. 1867 - Seebüll, † 1956)
- Heinrich Hansen, pittore danese (Haderslev, n. 1821 - Frederiksberg, † 1890)
- Peter Hansen, pittore danese (Faaborg, n. 1868 - Faaborg, † 1928)

## Politiche(2)
- Eva Kristin Hansen, politica norvegese (Trondheim, n. 1973)
- Marion Coates Hansen, politica inglese (Osbaldwick, n. 1870 - Great Ayton, † 1947)

## Politici(4)
- Christophe Hansen, politico lussemburghese (Wiltz, n. 1982)
- Hans Christian Svane Hansen, politico danese (Aarhus, n. 1906 - Copenaghen, † 1960)
- James V. Hansen, politico statunitense (Salt Lake City, n. 1932 - † 2018)
- Joe Hansen, politico statunitense (Richfield, n. 1910 - New York, † 1979)

## Registi(1)
- Rolf Hansen, regista tedesco (Ilmenau, n. 1904 - Monaco di Baviera, † 1990)

## Rugbisti a 15(2)
- Steve Hansen, ex rugbista a 15 e allenatore di rugby a 15 neozelandese (Dunedin, n. 1959)
- Mack Hansen, rugbista a 15 australiano (Canberra, n. 1998)

## Saltatori con gli sci(1)
- Pål Hansen, ex saltatore con gli sci norvegese (n. 1972)

## Scacchisti(1)
- Curt Hansen, scacchista danese (Bov, n. 1964)

## Sciatrici alpine(1)
- Julie Lunde Hansen, ex sciatrice alpina norvegese (n. 1972)

## Scrittori(6)
- A. H. Tammsaare, scrittore estone (Albu, n. 1878 - Tallinn, † 1940)
- Joseph Hansen, scrittore statunitense (Aberdeen, n. 1923 - Laguna Beach, † 2004)
- Martin Hansen, scrittore danese (Strøby, n. 1909 - Copenaghen, † 1955)
- Maurits Hansen, scrittore e insegnante norvegese (Modum, n. 1794 - Kongsberg, † 1842)
- Ron Hansen, scrittore statunitense (Omaha, n. 1947)
- Thorkild Hansen, scrittore, esploratore e giornalista danese (Ordrup, n. 1927 - Caraibi, † 1989)

## Slittiniste(1)
- Kate Hansen, slittinista statunitense (Burbank, n. 1992)

## Tenori(1)
- Max Hansen, tenore, attore e cabarettista danese (Mannheim, n. 1897 - Copenaghen, † 1961)

## Tripliste(1)
- Ashia Hansen, ex triplista britannica (Evansville, n. 1971)

## Veliste(1)
- Jena Hansen, velista danese (n. 1988)

## Vescovi cattolici(1)
- Fredrik Hansen, vescovo cattolico norvegese (Drammen, n. 1979)

## Violiniste(1)
- Cecilia Hansen, violinista russa (Kamensk-Šachtinskij, n. 1897 - Londra, † 1989)

## Zoologi(1)
- Hans Jacob Hansen, zoologo danese (Bellinge, n. 1855 - Gentofte, † 1936)

## Senza attività specificata(1)
- Edmund H. Hansen, effettista statunitense (Springfield, n. 1894 - Orange, † 1962)